# پیوتر گارلیتسکی
پیوتر گارلیتسکی (لهستانی: Piotr Garlicki؛ زادهٔ ۱۵ ژوئن ۱۹۴۵) بازیگر اهل لهستان است.
از فیلم‌ها یا مجموعه‌های تلویزیونی که وی در آن‌ها نقش داشته‌است، می‌توان به هانس کلوس، قماری بالاتر از زندگی، شور، دهن‌به‌دهن، مرز سایه، استتار، مارپیچ، رمز انیگما، در خوشی و سختی، هوس‌های امپراتور و من یک قاتلم اشاره نمود.